# 伊沙塞格
伊沙塞格是匈牙利的城鎮，位於該國北部，距離首都布達佩斯約30公里，由佩斯州負責管轄，面積54.83平方公里，鎮上有歷史博物館，2010年人口11,346。

## 外部連結
- Isaszeg homepage （页面存档备份，存于）
- Isaszeg Map （页面存档备份，存于）
- Aerial photography of Isaszeg （页面存档备份，存于）

47°32′N 19°24′E / 47.533°N 19.400°E